# Churomatas
Los Churumatas,  Churomatas, Churuamatas, Choromatas o Churumates, es una tribu indígena extinta de la raíz del pueblo chané, se ubicaban en los valles de Tarija.

## Origen
El origen de los Churumatas vienen de la fracción del pueblo chané —parcialidad de los arahuacos o arawak—, estos habitaron la extensa región Chaco, los valles subandinos y parte de los estribos de los andes centrales del sur de la actual Bolivia hace aproximadamente 2500 años.
Los chanés habían sido y conquista por parte de los guaraníes o tupi guaraníes, además, que se había producido entonces una mezcla de razas que habría dado lugar al pueblo denominado como 
“chiriguano” (ava guaraní). Los chanés habitaron gran parte del Chaco, se extendieron hacia los valles y parte la zona alta de Tarija que posteriormente surgió la fracción o parcialidad de los Churumatas, estos habitaron los valle y gran parte de la zona alta.
Las referencias existentes, se sitúan en el período de la conquista incaica del Collasuyo (occidente de Bolivia, occidente del noroeste de Argentina, norte de Chile y sur del Perú); los territorios de Tarija y zonas cercanas al no pertenecer al Collasuyo, el emperador Inca Tupac Yupanqui en 1472 —o 1480— intentó explorar los territorios de las tribus del oriente (Tarija, extremos este de Omiste, extremos este de Sud Chichas, parte de Sud Cinti, sur de Nor Cinti, norte de Salta y extremos noreste de Jujuy).
Los Churumatas y las demás tribus de la región, tuvieron una guerra sangrienta contra los incas, hasta que estos obtuvieron su victoria invadiendo sus territorios; Yupanqui desarrolló una ordenanza de exterminio o etnocidio contra estas tribus, la gran mayoría de los pobladores indígenas de Tarija serían masacrados; y, a los vivientes serían sojuzgados, esclavizados y torturados, en fortalezas o pucarás construidas pero en su mayoría reutilizadas de otras estructuras nativas los cuales serían usadas como fortalezas, desde ahí las tribus serían trasladadas a los andes en forma de mitimaes (esclavos guerreros) y yanaconas (o piñas, esclavos) a lo largo y ancho del Imperio incaico. Los incas no se interesaron en civilizar los territorios de las tribus, tampoco en anexarlos al incario, esto debido a la férrea oposición de las tribus esclavizadas y por ataques de los chiriguanaes que habitaban el Chaco y gran parte de los valles.
Las referencias de las crónicas españolas acerca del "Capac Ayllu", recopiladas de los quipucamayos incas del Cuzco, indican acerca de las etnias y pueblos que el emperador divisaba en su camino, entre estas menciona:

“…entró en la provincia de los chichas; y moyomoyos y amparais y aquitas 
copayapo choromatas y caracos y llego hasta los chiriguanos [y] hasta tucuman y alli hizo una fortaleza y pusso muchos yndios mitimaes…”

Indicando que los churumatas ya se encontraban en Tarija desde antes, indicando también que estos habían sido puestos como esclavos o mitimaes en el Tucumán.
Los Churumatas que fueron desperdigados como mitimaes esclavos por los incas, dejaron en un precario estado a dicha etnia; ya conquistado Incanato, los españoles tuvieron un contacto con los mitimaes Churumatas en Colpavilque, los cuales fueron catalogados como: “indios pobres, sin ganado ni maíz y retirados hacia la villa de Plata por temor a los chiriguanos”.
En relación con el origen de los churumatas de la quebrada de humahuaca, Francisco Pizarro en su cédula de encomienda a Martín Monje, correspondiente al 7 de septiembre de 1540, indica:

“los mitimaes (d)e choromatas e chuyes, que está hacia Omaguaca”

Lo cual da a entender que los Churumatas, fuera del norte de Salta y Jujuy, eran mitimaes traídos de Tarija.
Ya en la época virreinal, existen declaraciones del cacique Churumata Tolaua, natural de Tarija, en el juicio entre Cristóbal Barba y Juan Ortiz de Zárate, son en ese sentido muy reveladoras, refiriéndose a los caciques Sueres (o Soras) Mayma, Tusibe y Pocotas que se encontraban de “guarnición” en la fortaleza de Esquile, el cacique “Tolaua” indica que habrían sido: “… naturales de chamana, dese cabo de los Churumatas…”, lo cual implica que, si los caciques mencionados provenían de Paiquito, es decir en las cercanías o más allá del río Grande, quiere significar que los churumatas eran originarios desde luego “…de ese cabo…”, vale decir de un lugar cercano a Paiquito, probablemente de las llanuras de Santa Cruz y Beni.
En esta época, el padre Gaspar Osorio, quien dice haber conocido personalmente a los Churumatas, hace las siguientes observaciones respecto a los Churumatas:

“.,.. una (nación), cuyos indios eran tan altos, que extendiendo todo el brazo no podía llegarles a la cabeza. Vivían a orillas del río Tarija. Su idioma era tan terso y pulido, que cedía poco en la elegancia al latino, y tan copioso juntamente, que sólo para explicar el nombre de Dios tenía cuatro sinónimos.

Las partículas y verbos eran duplicados; de que se admiró mucho el V. Mártir hallando idioma tan culto y elegante en gentes tan bárbaras, aunque ellos no se tenían por tales, antes presumían de sí, que eran los más generosos, políticos y valientes de todas las Indias, y a la verdad su genio era alegre, comedido y cortés…”

Esta característica física de los Churumatas es también algo a lo cual se refieren también otras personas que los conocieron.

## Idioma
La lengua o el idioma de los Churumatas aún es desconocida debido a su extinción, pero debido a sus raíces, su lengua secundaria o posiblemente nativa es el idioma chané, también debido a sus influencias de tribus cercanas, lo más probable es que contenga influencias de un macro conjunto lingüístico como: arahuacas, mataco-guaicurúes y tupí-guaraní, en conclusión los Churumatas mantenían un idioma amazónico influenciado posiblemente en lo posterior con el guaraní. Cuando fueron trasladas marginalmente como mitimaes (ciervos esclavos) al Imperio Inca, en las variadas encomiendas de los curacas, los "Churomatas" se expresaban en su "lengua general".
Tal es el caso de los Churumatas de Copavilque, mitimaes Churumatas que en las visitas de Juan González figuran hablando la lengua de su cacique yanacona Miguel (de nacionalidad también Churomatas):

“...el señor visitador mando juntar a los dichos caciques e yndios con sus mugeres e 
hijos e juntos les mando declarar por lengua de miguel, yanacona ladino cristiano 
ciertas ordenanzas e declaraciones de aquello que a su merced era venydo e la dicha 
lengua se lo dixo e declaro...”

También indica:

“...don Juan Guayro, gobernador desde dicho pueblo (de Ucumare) hasta que sea 
grande para ello don Pedro hijo del dicho Aspere cacique principal ya difunto socargo 
del qual prometio de decir verdad e preguntado por lengua de Miguel, yanacona ladino 
cristiano dixo lo siguiente...”

“...e por la dicha lengua se recibió juramento sobre la señal de la cruz según forma de 
derecho so cargo del qual prometio de decir verdad e preguntado por la dicha lengua 
por las dichas preguntas...”

Ya después de la fundación de la Villa de San Bernardo de la Frontera de Tarija, se habla acerca de los Churomatas "Indios" que habitaban en torno al río Tarija en las actuales subdivisiones de Tarija y Salta, Gaspar Osorio escribe acerca de estos indicándo:

"He descubierto entre estas naciones que están sobre el río del Guadalquivir, una lengua que compite con la Latina en la elegancia, de muy fácil pronunciación fuera de ser muy copiosa. Me ha espantado que lengua tan
noble se halle entre gente tan elemental..."

Acerca de esta lengua Gaspar asegura que es muy fácil de aprender, aunque podría ser "algo gutural" por recurrir demasiado a la voz "Chu/Chu".
El padre Lozano entre 1627-1628 explica que el misionero Osorio:

“…escribió en poco tiempo 
muchas páginas relativas a la gramática y vocabulario del aludido léxico…”

Según el cùal los indios sabían distinguir números, modos y tiempos, lastimosamente este texto se ha perdido entre los archivos.
Con una mayor precisión Osorio descríbe a los Churumatas de la mítica ciudad de Guadalcazár:

“.,.. Su idioma era tan terso y pulido, que 
cedía poco en la elegancia al latino, y tan copioso juntamente, que sólo para explicar el 
nombre de Dios tenía cuatro sinónimos. Las partículas y verbos eran duplicados; de 
que se admiró mucho el V. Mártir hallando idioma tan culto y elegante en gentes tan 
bárbaras , aunque ellos no se tenían por tales, antes presumían de sí, que eran los más 
generosos, políticos y valientes de todas las Indias, y a la verdad su genio era alegre, 
comedido y cortés…”

Acerca de la lengua Churomata en el Archivo de Jujuy, explica:

“...cacique laisa a quien este t(estig)o 
conocio mui bien y le tratava y comunicava y ques de la mesma lengua de este t(estig)o y su 
nación churumata la del d(ich)o laissa y la deste t(estig)o es yala y asamata (o ahamata) pero 
que se entienden en una lengua...”